# НК Рогашка
Футболен клуб Рогашка (на словенски: Nogometni klub Rogaška), известен също като НК Рогашка или просто Рогашка, е футболен клуб от град Рогашка Слатина, Словения.
Клубът е основан през 1999 година след разпадането на съществуващия в Рогашка Слатина до този момент „НК Стеклар“, който след като изпада в четвърта дивизия . Играе домакинските си мачове на „Градския стадион“ в Рогашка Слатина с капацитет 400 зрители. 

## Успехи
- Словенска втора лига:
  -  Шампион (1): 2022/23[4]
- Словенска трета лига - Изток:
  -  Шампион (1): 2020/21
- Словенска четвърта дивизия:
  -  Шампион (1): 2015/16
- Словенска пета дивизия:
  -  Шампион (1): 2013/14
- Купа на Словения:
  - 1/4 финалист (1): 2022/23